# Pherbellia koreana
Pherbellia koreana är en tvåvingeart som beskrevs av Rozkosny och Kozanek 1989. Pherbellia koreana ingår i släktet Pherbellia och familjen kärrflugor.
Artens utbredningsområde är Nordkorea. Inga underarter finns listade i Catalogue of Life.